# 中国共产党上海市委员会
中国共产党上海市委员会，简称中共上海市委，是中国共产党在上海市的领导机关，由中国共产党上海市代表大会选举产生。在代表大会闭会期间，执行中国共产党中央委员会的指示和中国共产党上海市代表大会的决议，领导上海市的党务工作，并定期向中共中央报告工作。目前，中共中央政治局委员陈吉宁兼任该委员会书记，上海市市长龚正与朱忠明担任该委员会副书记。

## 歷史
1921年12月，成立中共上海地方委员会。1922年7月，改为中共上海地方执行委员会兼区执行委员会。1924年4月，经中央批准，改为中共上海地方执行委员会。1925年8月，组建中共上海区执行委员会。
1927年6月，四一二事件后，上海市中共组织被破坏，改设中国共产党江苏省委员会兼上海市委员会。1930年7月，设中共江苏省总行动委员会。1930年10月，组建中国共产党江南省委员会。1931年1月，江南省委分出中共江苏省委员会。
1936年12月，中共恢复组建上海地方组织，成立中共（上海）临时工作委员会。1937年7月，改组为中共上海三人团。
1937年11月，上海三人团撤销，职责并入中共江苏省委员会。1943年4月，上海市对敌工作交中共中央华中局敌区工作部承担。1945年8月，重设中共地下党上海市委员会，直至1949年5月27日，中共全面接管上海。
文革时期，1966年发生安亭事件、解放日报事件、康平路事件。1967年，一月风暴爆发，造反派夺市委、市人委权，建立上海人民公社。文革后，恢复中共上海市委。
自1989年六四事件以来，历任上海市委书记中，除陈良宇因违纪违法被开除党籍判处有期徒刑外，其他人均晋升为中共中央政治局常委。其中，两人出任最高领导人（江泽民、习近平），两人出任国务院总理（朱镕基、李强），一人出任全国人大常委会委员长（吴邦国），一人出任全国政协主席（俞正声），三人出任国务院常务副总理（朱镕基、黄菊、韩正）。此外，现任中共中央政治局常委丁薛祥、李希和前任常委曾庆红，都曾任上海市委常委。

## 职责
根据《中国共产党地方委员会工作条例》，中国共产党地方委员会主要实行政治、思想和组织领导，承担下列职能：
1. 对本地区重大问题作出决策。
2. 通过法定程序使党组织的主张成为地方性法规、地方政府规章或者其他政令。
3. 加强对本地区宣传思想文化工作的领导，牢牢掌握意识形态工作领导权、话语权。
4. 按照干部管理权限任免和管理干部，向地方国家机关、政协组织、人民团体、国有企事业单位等推荐重要干部。
5. 支持和保证人大、政府、政协、法院、检察院、人民团体等依法依章程独立负责、协调一致地开展工作，发挥这些组织中党组的领导核心作用。
6. 加强对本地区群团工作和统一战线工作的领导。
7. 动员、组织所属党组织和广大党员，团结带领群众实现党的目标任务。

## 机构设置
根据《上海市机构改革方案》，中国共产党上海市委员会设置工作机关15个，工作机关管理的机关（副厅局级）4个。中共上海市委设置下列机构：
- 中共上海市委办公厅

### 职能部门
- 中共上海市委组织部
- 中共上海市委宣传部
- 中共上海市委统一战线工作部
- 中共上海市委政法委员会
- 中共上海市委社会工作部

（市委组织部挂市公务员局、市社会工作党委牌子。市委宣传部挂市新闻出版局（市版权局）、市电影局牌子。市委统一战线工作部挂市人民政府侨务办公室牌子。）

### 办事机构
- 中共上海市委研究室
- 中共上海市委国家安全委员会办公室
- 中共上海市委网络安全和信息化委员会办公室
- 中共上海市委军民融合发展委员会办公室
- 中共上海市委台湾工作办公室
- 中共上海市委机构编制委员会办公室
- 中共上海市委巡视工作领导小组办公室
- 中共上海市委、上海市人民政府信访办公室
- 中共上海市委老干部局
- 上海市档案局

（市委全面深化改革委员会办公室设在市委研究室。市委军民融合发展委员会办公室挂市国防科技工业办公室牌子。市委全面依法治国委员会办公室设在司法部。市委审计委员会办公室设在市审计局。市委教育工作领导小组办公室设在市教育委员会。市委精神文明建设指导委员会办公室设在市委宣传部，由市委宣传部代管。市委台湾工作办公室与市人民政府台湾事务办公室一个机构两块牌子。市委机构编制委员会办公室接受市委组织部统一领导。市委财经工作委员会办公室设在市委研究室。市委外事工作委员会办公室设在市人民政府外事办公室。）

### 派出机关
- 中国共产党上海市郊区工作委员会
- 中共上海市委市级机关工作委员会

（市教育卫生工作党委与市教育委员会、市科学技术工作党委与市科学技术委员会、市经济和信息化工作党委与市经济和信息化委员会、市金融工作党委与市地方金融监督管理局、市城乡建设和交通工作党委与市住房和城乡建设管理委员会合署办公。）

### 直属事业单位
- 中共上海市委党校
- 上海报业集团
- 上海广播电视台
- 上海市社会主义学院
- 中共上海市委党史研究室
- 上海市公共文化信息中心

（市委党校挂上海行政学院牌子。上海报业集团、上海广播电视台由市委宣传部代管。）

### 工作机关管理的机关
- 中共上海市委机要局，由市委办公厅管理。
- 中共上海市委保密委员会办公室，由市委办公厅管理。

（市委保密委员会办公室挂市国家保密局牌子。市委机要局挂市国家密码管理局牌子。）

## 历届组成人员

### 历届市委书记（市委第一书记）
- 饶漱石（1949年－1950年，中共中央华东局第一书记兼，正大区级）
- 陈毅（1950年－1954年，中共中央华东局第三书记、中国人民解放军华东军区司令员、中国人民解放军第三野战军司令员兼政治委员兼，兼上海市市长，正大区级）
- 柯庆施（1954年－1965年，1965年1月起为国务院副总理兼，副国级）
- 陈丕显（1965年－1966年）
- 张春桥（1971年－1976年，1975年1月起为国务院副总理兼）
- 苏振华（1976年－1979年，中国人民解放军海军第一政治委员兼）
- 彭冲（1979年－1980年）
- 陈国栋（1980年－1985年）
- 芮杏文（1985年－1987年）
- 江泽民（1987年11月27日－1989年8月1日）
- 朱镕基（1989年8月1日－1991年4月13日）
- 吴邦国（1991年4月13日－1994年9月28日）
- 黄菊（1994年9月28日－2002年10月22日）
- 陈良宇（2002年10月22日－2006年9月24日）
- 韩正（代理，2006年9月25日－2007年3月24日）
- 习近平（2007年3月24日－2007年10月27日）
- 俞正声（2007年10月27日－2012年11月20日）
- 韩正（2012年11月20日－2017年10月29日）
- 李强（2017年10月29日－2022年10月28日）
- 陈吉宁（2022年10月28日－）

### 历届市委

#### 第七届市委（1997年12月25日－2002年5月29日）
- 书记：黄菊
- 副书记：徐匡迪、王力平、陈良宇、孟建柱、龚学平
- 常务委员：罗世谦、金炳华、张惠新、王文惠、蒋以任、韩正、刘云耕

#### 第八届市委（2002年5月29日－2007年5月28日）
- 书记：黄菊（－2002年10月22日）、 陈良宇（2002年10月22日－2006年9月24日）、韩正（2006年9月－2007年3月，代理）、习近平（2007年3月－）
- 副书记：陈良宇、刘云耕、罗世谦、韩正、殷一璀（女）
- 常务委员：王文惠、王安顺、黄跃金、吴志明（政法委书记）、冯国勤、周禹鹏、范德官、王仲伟

#### 第九届市委（2007年5月28日－2012年5月22日）
- 书记：习近平（－2007年10月）、俞正声（2007年10月27日－）
- 副书记：韩正、殷一璀
- 常务委员：沈德咏（－2008年4月，纪委书记）、吴志明（政法委书记）、王仲伟（ - 2009年11月，宣传部长）、沈红光（ - 2011年5月，组织部长）、杜家毫、杨晓渡、江勤宏、杨雄、丁薛祥、徐麟、李希（2011年5月 - ，组织部长）

#### 第十届市委（2012年5月22日－2017年5月12日）
- 书记：俞正声（－2012年11月20日）、韩正（2012年11月20日－）
- 副书记：韩正（-2012年12月）、殷一璀（-2013年4月）、杨雄（2012年12月-2017年1月）、李希（2013年4月-2014年4月）、应勇（2014年6月-）、尹弘（2017年3月-）
- 常务委员：俞正声（-2012年12月）、韩正、殷一璀（-2013年4月）、杨雄（2012年12月-2017年1月）[4]、杨晓渡（-2013年10月）、屠光绍（-2016年6月）、杨振武（-2013年4月）、李希（-2014年4月）、丁薛祥（-2013年5月）、徐麟（-2015年6月）、艾宝俊（-2015年11月，因严重违纪被查）、沙海林、尹弘、朱争平（2012年9月-2014年3月）、应勇（2013年4月-）、朱生岭（2013年6月-2014年12月）、沈晓明（2013年6月-2016年9月）、姜平（2013年7月-）、侯凯（2013年11月-2016年12月）、徐泽洲（2014年7月-）、何卫东（2015年2月-2016年7月）、董云虎（2015年8月-）、周波（2016年11月-）、廖国勋（土家族）（2016年12月-）、吴靖平（2017年3月-）、翁祖亮（2017年3月-）

#### 第十一届市委（2017年5月12日－2022年6月28日）
- 书记：韩正（－2017年10月29日）、李强（2017年10月29日－）
- 副书记：应勇（-2020年2月）、尹弘（-2019年11月）、廖国勋（土家族，2020年2月-2020年8月）、龚正（2020年3月-）、于绍良（2020年10月-2022年2月）、诸葛宇杰（2022年3月-）[5]
- 常务委员：韩正（-2017年10月）、应勇（-2020年2月）、尹弘（-2019年11月）、董云虎（-2018年5月）、廖国勋（土家族，-2020年8月）、吴靖平（-2018年5月）、周波（-2019年2月）、陈寅（-2021年10月）、翁祖亮（-2021年7月）、诸葛宇杰、施小琳（女）（-2018年5月）、李强（2017年10月-）、凌希（2017年12月-2021年5月）、周慧琳（2018年5月-）、郑钢淼（2018年6月-）、于绍良（2018年7月-2022年2月）、吴清（2019年9月-）、龚正（2020年3月-）、刘学新（2020年5月-）、胡文容（2020年12月-）、朱芝松（2021年1月-）、刘杰（2021年5月-）[6]、赵嘉鸣（2022年3月-）、陈金山（2022年3月-）[7]

#### 第十二届市委（2022年6月28日－）
- 书记：李强（－2022年10月28日）、陈吉宁（2022年10月28日－）
- 副书记：龚正、诸葛宇杰（-2023年3月）、吴清（2023年7月-2024年2月）、朱忠明（2024年7月-）
- 常务委员：李强（-2022年10月）、龚正、诸葛宇杰（-2023年3月）、刘学新（-2022年10月）、吴清（2023年7月-2024年2月）、胡文容（-2023年1月）、赵嘉鸣、陈通、朱芝松（－2024年11月，被查）、张为、陈金山、郭芳（女）（-2023年6月）、李仰哲（2022年10月-）、陈吉宁（2022年10月-）、胡世军（2023年4月-2025年1月）、李政（2023年7月-）、华源（2024年2月-）、朱忠明（2024年7月-）、吴伟（2024年11月-）、陳連兵（2025年1月-）、陈杰（2025年6月-）[8]